# 2024년 사우스포트 흉기난동 사건
2024년 사우스포트 살상 사건에 대한 문서이다.
2024년 7월 29일, 영국 머지사이드 사우스포트 (머지사이드주)의 한 댄스 스튜디오에서 어린이를 대상으로 한 대규모 칼부림 사건이 발생했다. 이 사고로 어린이 3명이 사망하고 10명이(그 중 8명은 어린이) 부상을 입었으며, 일부는 중상을 입었다. 카디프에서 르완다 출신 부모 사이에서 태어난 17세 영국 시민 악셀 루다쿠바나(Axel Rudakubana)는 현장에서 체포됐으며 3건의 살인, 10건의 살인 미수, 칼날이 있는 물품 소지 혐의로 기소됐다.
공격은 사우스포트 메올스 콥(Meols Cop) 지역의 커뮤니티 스튜디오인 하트 스페이스(Hart Space)에서 열린 테일러 스위프트 테마의 요가 및 댄스 워크숍에서 발생했다. 25명의 어린이들이 참석했다. 공격자는 어린이 11명과 성인 2명을 찔렀다. 두 명의 소녀가 현장에서 사망했다. 부상당한 어린이 중 6명과 성인 2명은 병원으로 이송됐으나 위독한 상태였으며, 세 번째 소녀는 다음날 사망했다.
머지사이드 경찰은 이번 공격을 테러와 관련된 것으로 간주하지 않는다고 밝혔지만 공격 동기는 확인되지 않았다. 7월 30일, 공격자의 신원에 대한 오보가 온라인에 퍼진 후 극우 지지자들이 사우스포트에서 경찰과 충돌하고 모스크를 파손했다. 8월 1일, 리버풀 크라운 법원은 추측과 잘못된 정보에 대응하기 위해 용의자가 미성년자임에도 불구하고 그의 신원을 공개했다. 다음 며칠 동안 폭동은 영국의 다른 마을과 도시, 그리고 북아일랜드의 벨파스트로 확산되었다.